# Hugo von Zeipel
Edvard Hugo von Zeipel (8. februar 1873 i Österhaninge - 8. juni 1959 i Uppsala) var en svensk astronom. Han var sønnesøn af Carl Samuel Fredrik von Zeipel og brodersøn til Evald Victor Ehrenhold von Zeipel.
Han studerede ved Uppsala Universitet, hvor han blev docent 1904, efter 1897—1900 at have været assistent ved observatoriet i Stockholm og 1901—02 geodæt ved gradmålingen på Spitsbergen. Fra 1903 var von Zeipel tillige assistent ved observatoriet i Uppsala, fra 1909—19 observator sammesteds, og fra 1919 professor i astronomi ved Uppsala Universitet. I 1901—02 studerede han under Backlund i Pulkovo og 1904—06 i Paris hos Poincaré. von Zeipel har leveret vigtige bidrag til løsningen af forskellige problemer inden for den celeste mekanik, navnlig teorien for periodiske løsninger i trelegemeproblemet og gruppeteorien for de små planeters perturbationer. 
Af hans talrige publikationer inden for perturbationsteorien og trelegemeproblemet nævnes: Angenäherte Jupiterstorungen für die Hecubagruppe (Sankt Petersburg 1902), Sur l’instabilité du mouvement des comètes (Paris 1905), Sur l’application des series de M. Lindstedt à l’étude du mouvement des comètes périodiques (Kiel 1910), Forme générale des éléments elliptiques dans le problème des trois corps (Stockholm 1899), Recherches sur les solutions périodiques de la troisième sorte dans le problème des trois corps (Uppsala 1904). Af hans observationsarbejder fremhæves: Catalogue de 1571 étoiles contenues dans l'amas globulaire Messier 3 (Paris 1906), Ergebnisse von Photometer-Beobachtungen veränderlicher Sterne kurzer Periode (Kiel 1908).
Også på stellarastronomiens område har von Zeipel gjort betydelig indsats ved sine undersøgelser af kugleformede stjernehobe. Han udgav indenfor dette felt Recherches sur la Constitution des amas globulaires (Stockholm 1913) og Bestimmung der Massen der Sterne aus ihrer Verteilung in den Sternhaufen (Kiel 1921). Endvidere har von Zeipel foretaget undersøgelser af strålingsligevægten for en roterende gasmasse. Han behandlede dette i arbejderne The radiative equilibrium of a rotating gaseous mass (London 1924) og The radiative equilibrium of a slightly oblate rotating star. — Radiative equilibrium of a double-star system with nearly spherical components (London 1925).